# Гонкайокі
Гонкайокі (фін. Honkajoki) — громада в провінції Сатакунта, губернія Західна Фінляндія, Фінляндія. Загальна площа території — 333,02 км², з яких 1,8 км² — вода.

## Демографія
На 31 січня 2011 року в громаді Гонкайокі проживають 1885 чоловік: 985 чоловіків і 900 жінок.
Фінська мова є рідною для 95,42 % жителів, шведська — для 0,21 %. Інші мови є рідними для 4,37 % жителів громади.
Віковий склад населення:
- До 14 років — 13,26 %
- Від 15 до 64 років — 63,5 %
- Від 65 років — 22,86 %

Зміна чисельності населення за роками:
| Рік  | Чисельність |
| ---- | ----------- |
| 1980 | 2559        |
| 1990 | 2393        |
| 2000 | 2170        |
| 2010 | 1878        |
| 2011 | 1885        |